# マイケル・チェイカ
マイケル・チェイカ（Michael Cheika、1967年3月4日 - ）は、オーストラリアのラグビー指導者。現在アルゼンチン代表のヘッドコーチ及びNECグリーンロケッツ東葛のディレクター・オブ・ラグビーを務めている。

## プロフィール
- オーストラリア・シドニー出身[1]。
- 現役時代のポジションはナンバーエイト(No8)。

## 略歴
現役時代はカストル、CASGパリなどでプレーしていた。
現役引退後、スタッド・フランセ、ワラターズなどのコーチを歴任して、2014年、オーストラリア代表のヘッドコーチに就任。翌2015年のラグビーW杯準優勝に貢献して、2019年に退任。
その後アルゼンチン代表アシスタントコーチを経て、2020年、ラグビーリーグレバノン代表のヘッドコーチに就任。
2021年、NECグリーンロケッツのディレクター・オブ・ラグビーに就任。
2022年、アルゼンチン代表のヘッドコーチに就任。

## 受賞歴
- ワールドラグビー年間最優秀コーチ賞:2015年[8]